# Språkvetenskap
Språkvetenskap eller lingvistik är vetenskapen om mänskligt språk. Språkvetenskap och lingvistik hör hemma hos universitetens fakultet för humaniora. Inom svensk akademisk tradition behandlas lingvistik och språkvetenskap som skilda ämnen. Lingvistik, eller allmän språkvetenskap, innebär studiet av språk som fenomen och uppställning av allmänna teorier om språk. Språkvetenskap syftar istället på studiet av specifika språk och språkfenomen samt uppställning av språkspecifika teorier. Gränsen mellan de två är ofta diffus.
Man kan göra en åtskillnad mellan teoretisk och tillämpad språkvetenskap. Teoretisk språkvetenskap sysselsätter sig med ramverk för att beskriva enskilda språk och teorier om allmängiltiga aspekter av språk, medan tillämpad språkvetenskap tillämpar dessa teorier på praktiska problem såsom språkundervisning, talsyntes eller talterapi.

## Indelningar och specialområden
- Fonetik, studiet av språkljud
- Fonologi, studiet av de grundläggande språkljudens struktur inom ett språk
- Morfologi (formlära), studiet av ordens inre struktur i ett språk
- Morfofonologi sysslar med gränssnittet mellan morfologi och fonologi, och hur fonologiska processer används i morfologins tjänst
- Lexikologi, studiet av struktureringar i ordförråd
- Syntax, studiet av hur ord kombineras för att bilda grammatiska fraser och satser
- Semantik, studiet av ords mening (lexikal semantik) och fasta ordkombinationer (fraseologi), och hur dessa kombineras för att bilda satsers meningar
- Semiotik, studiet av tecknens mening och hur dessa förmedlar betydelse
- Pragmatik, studiet av hur yttranden används (bokstavligt, figurativt eller på andra sätt) vid kommunikation med olika praktiska och sociala syften
- Diskursanalys, studiet av satser som är organiserade i texter
- Psykolingvistik, studiet av de kognitiva processer och representationer som utgör underlaget till språkanvändning
- Kognitiv lingvistik, studiet av sammanhanget mellan språk och tänkande
- Sociolingvistik, studiet av sociala mönster i språklig variation och sammanhanget mellan språk och samhälle
- Datorlingvistik
- Kvantitativ lingvistik

- Grafematik, studiet av skrift som språksystem
- Textlingvistik, studiet av texters uppbyggnad och syfte
- Dialektologi, läran om dialekter
- Filologi, den språk-, litteratur- och kulturvetenskapliga undersökningen av enskilda språk
- Interlingvistik, undersökningen av internationell kommunikation, språkpolitik och planspråk
- Paleolingvistik, undersökningen av det mänskliga språkets uppkomst
- Språkfilosofi, det filosofiska begrundandet av språk och dess användning
- Jämförande språkforskning, jämförande forskning om språk:
  - Kontrastiv lingvistik, synkron jämförande språkforskning
  - Historisk lingvistik, diakron jämförande språkforskning, studiet av språk vilkas historiska släktskap känns igen genom likheter i ordförråd, ordbildning och syntax
- Korpuslingvistik
- Språkutveckling, studiet av hur barn lär sig språk[3][4]

Det råder ingen allmän enighet om den oberoende betydelsen av varje delområde, och många forskare skulle säga att delområdena överlappar varandra i stor utsträckning. Ändå har varje område grundläggande begrepp som befordrar betydande forskning. Exempelvis historisk lingvistik, psykolingvistik och sociolingvistik kan även ses som indelningar som är grundade på den sorts yttre faktorer som undersöks.

## Variation
En betydande del av språkforskningen handlar om det som kännetecknar skillnaderna mellan språken i världen. Variationens natur är mycket viktig för förståelsen av människans språkliga förmåga i allmänhet: om mänsklig språkförmåga är mycket snävt inskränkt av artens biologiska egenskaper måste språk vara mycket lika. Om människans språkförmåga är oinskränkt kan språk variera mycket.
Men det finns olika sätt att tolka likheter mellan språk. Exempelvis utvecklades latinet som talades av romarna till spanska i Spanien och italienska i Italien. Likheterna mellan spanska och italienska beror i många fall på att båda härstammar från latinet. Så i princip kan det vara så att om två språk har någon egenskap gemensamt kan denna bero antingen på gemensamt arv eller någon egenskap hos den mänskliga språkförmågan.
Ofta kan möjligheten av gemensamt arv i stort sett uteslutas. Givet att det är ganska lätt för människor att lära språk kan man anta att språk har talats minst lika länge som det har funnits biologiskt moderna människor, troligen minst femtio tusen år. Oberoende mätningar av språkförändringar (till exempel jämförelser av forntida texter med dotterspråken som talas idag) tyder på att förändringen är tillräckligt snabb för att göra det omöjligt att rekonstruera ett språk som talades för så lång tid sedan. Som en följd av detta uppfattas gemensamma drag i språk som talas i olika delar av världen normalt inte som bevis för gemensamt ursprung.
Ännu mer slående är att det finns dokumenterade fall av teckenspråk som har utvecklats i gemenskaper av medfött döva människor som inte kan ha varit utsatta för talat språk. Man har kunnat visa att dessa teckenspråks egenskaper i allmänhet överensstämmer med många egenskaper hos talade språk, vilket stärker hypotesen att dessa egenskaper inte beror på gemensamt ursprung utan på mer allmänna kännetecken för det sätt på vilket språk inlärs.
Samlingen av egenskaper som alla språk delar kan kallas "universell grammatik". Det förekommer dock mycket debatt kring detta ämne och termen används på flera olika sätt.
Universella egenskaper hos språk kan delvis bero på universella aspekter av mänsklig erfarenhet. Exempelvis har alla människor erfarenhet av vatten, och det faktum att alla mänskliga språk har ett ord för vatten är antagligen inte oavhängigt av detta. De svåra frågorna rörande universalgrammatik kräver att man kontrollerar denna faktor. Det är tydligt att erfarenheten är en del av processen genom vilken människor lär sig språk. Men erfarenheten i sig själv är inte tillräcklig, eftersom djur som uppföds i människors närhet lär sig extremt lite mänskligt språk, eller inget alls.
Ett mer intressant exempel är följande: anta att alla mänskliga språk skiljer mellan substantiv och verb (detta antas i allmänhet vara sant). Detta skulle kräva en mer sofistikerad förklaring, eftersom substantiv och verb inte existerar i världen, förutom i språk som använder dem.
I allmänhet kan en egenskap hos universalgrammatiken bero på allmänna egenskaper i människans kognition, eller på någon egenskap i människans kognition som är specifik för språk. Man vet för lite om mänsklig kognition i allmänhet för att kunna göra en meningsfull distinktion. Som en följd av detta görs ofta generaliseringar i teoretisk språkvetenskap utan att man tar ställning till om generaliseringen kan ha bäring på andra aspekter av kognition.

## Egenskaper hos språk
Sedan de gamla grekernas tid har man förstått att språk tenderar att vara organiserade kring grammatiska kategorier som substantiv och verb, nominativ och ackusativ och presens och preteritum. Ett språks ordförråd och grammatik är organiserade kring dessa grundläggande kategorier.
Förutom att det i stor utsträckning använder diskreta kategorier har språket den viktiga egenskapen att det organiserar element i rekursiva strukturer. Detta tillåter till exempel att en substantivfras innehåller en annan substantivfras (som i schimpansens läppar) eller en sats innehåller en sats (som i Jag tror att det regnar). Fastän rekursion inom grammatik hade upptäckts implicit mycket tidigare (till exempel av Otto Jespersen), blev vikten av denna aspekt av språk fullt förstådd endast efter publicering 1957 av Noam Chomskys bok Syntaktiska strukturer, som presenterade en formell grammatik för ett fragment av engelska. Före detta var de mest detaljerade beskrivningarna av språkliga system av fonologiska eller morfologiska system, som tenderar att vara slutna och inte tillåta mycket kreativitet.
Chomsky använde en kontextfri grammatik förstärkt med transformationer. Sedan dess har kontextfria grammatiker skrivits för betydande fragment av olika språk (till exempel generaliserad frasstrukturgrammatik, GPSG, för engelska).

## Språkvetenskapens historia
Tidiga indiska vediska texter (Rig Veda 1:164:45; 4:58:3; 10:125) ger en någorlunda övertygande struktur för språk i allmänhet: Språk består av satser med fyra utvecklingsstadier som uttrycks i tre tempus (dåtid, presens och futurum). Satserna består av ord som har två distinkta existensformer (ljudlig form, ordet, och perceptionsform, ordets mening). 
Den äldste kände språkforskaren i det forntida Indien är sanskritgrammatikern Pāṇini (cirka 520-460 f.Kr.), som ofta beskrivs som språkvetenskapens grundare. Han är mest känd för att ha formulerat de 3959 reglerna för sanskrits morfologi i texten Aṣṭādhyāyī, som fortfarande används idag. Pāṇinis sanskritgrammatik är mycket systematiserad och teknisk. I dess analytiska inriktning finns begreppen fonem, morfem och rot inneboende. Dessa formulerades av västerländska språkforskare ungefär två årtusenden senare.
Den sydindiske språkforskaren Tolkāppiyar (cirka 200-talet f.Kr.) skrev Tolkāppiyam, en grammatik över tamil, som också den fortfarande används idag. Bhartrihari (cirka 450 - 510) var en annan viktig författare inom indisk lingvistik teori. Pāṇinis och Bhartriharis arbete hade ett betydande inflytande på de idéer som framfördes av Ferdinand de Saussure, professor i sanskrit, som allmänt betraktas som upphovsman till modern strukturell lingvistik.
Bland andra tidiga språkforskare finns Jakob Grimm, som formulerade teorin om konsonantförändringar i uttal som är känd som Grimms lag 1822, Karl Verner, som formulerade Verners lag, August Schleicher som skapade "stamträdsteorin" ("Stammbaumtheorie") och Johannes Schmidt som utvecklade "Wellentheorie" ("vågteorin") 1872. Ferdinand de Saussure var grundaren av modern strukturell lingvistik. Edward Sapir, en ledande företrädare för amerikansk strukturell lingvistik, var en av de första som utforskade förhållandena mellan språkforskning och antropologi. Hans metodologi hade ett starkt inflytande på hans efterföljare. Noam Chomsky formella språkmodell generativ transformationsgrammatik, som utvecklades under inflytande av hans lärare Zellig Harris, var i sin tur starkt influerad av Leonard Bloomfield.